# Palazzo dell'Assemblea nazionale (Slovenia)
Il Palazzo dell'Assemblea nazionale della Repubblica di Slovenia (in sloveno Stavba Državnega zbora Republike Slovenije) è la sede del Parlamento sloveno. Il palazzo si trova a Lubiana, capitale della Slovenia, nella centralissima piazza della Repubblica. Costruito in stile modernista tra il 1954 e il 1959, il palazzo ha ospitato dapprima l'assemblea della Repubblica Socialista di Slovenia fino al 1991 e in seguito entrambe le camere del parlamento sloveno, l'Assemblea nazionale (camera bassa) e il Consiglio nazionale (camera alta).